# Sidney Karams
Sidney Karams de son vrai nom Gbané Karamoko Sidiki, est né le 20 décembre 1966 à Agboville. Il est bibliothécaire et écrivain ivoirien. Il est le fondateur du Romandroom, un espace dédié à la lecture et aux échanges littéraires à Abidjan,.

## Biographie
Sidney Karams appelé à l'état civil Gbané Karamoko Sidiki, est né le 20 décembre 1966 à Agboville. Il est originaire de Bondoukou,. Il est atteint de poliomyélite dès l'âge d'un an et trois mois, ce qui entraîne un handicap physique,,. Malgré cette condition, il poursuit un parcours académique en fréquentant l'école primaire et secondaire avant d'intégrer successivement les cours Castaing, l'Institut national des arts et l'Institut national supérieur des arts et de l'action culturelle. Animé par une soif de savoir, il complète sa formation par des cours par correspondance dans divers domaines tels que la graphologie, le théâtre, la menuiserie, la peinture, l’imprimerie et la diction. Il est auteur de trois œuvres littéraires,.

## Création du Romandroom

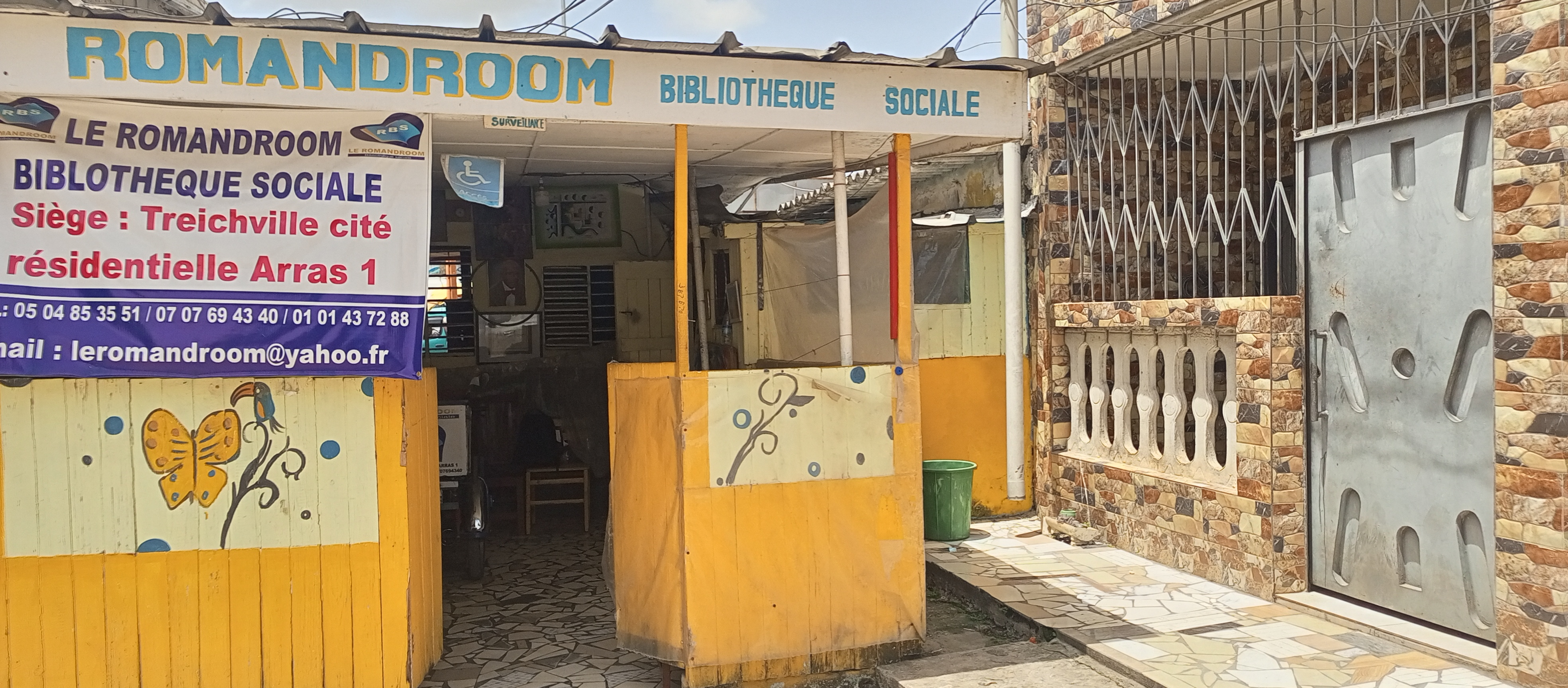
Romandroom bibliothèque sociale situé à Treichville

Sidney Karams découvre sa passion pour la lecture dès son plus jeune âge à travers les bandes dessinées. Très tôt, il nourrit le rêve de créer un espace dédié aux livres afin de partager son amour de la lecture avec le plus grand nombre.
En 2003, après un parcours semé d'embûches, Sidney Karams concrétise son projet en fondant le Romandroom,,, une bibliothèque sociale et un espace culturel et éducatif situé à Treichville. Il finance ce lieu grâce aux commissions obtenues en tant que démarcheur dans plusieurs imprimeries et l’aménage avec du matériel de seconde main. Installée dans un local exigu de 1,90 mètre sur 5 mètres, la bibliothèque repose sur une structure modeste, avec une toiture en contreplaqué et en chevrons de qualité précaire. Les ouvrages y sont disposés sur des étagères artisanales fabriquées par lui-même,.